# Neckeropsis takahashii
Neckeropsis takahashii là một loài rêu trong họ Neckeraceae. Loài này được M. Higuchi, Z. Iwats., Ochyra & X.J. Li mô tả khoa học đầu tiên năm 1989.